# Ефрем (Гамрекелидзе)
Архиепископ Ефрем (в миру Давид Мирианович Гамрекелидзе, груз. დავით მირიანის ძე გამრეკელიძე; 4 октября 1975, Батуми) — епископ Грузинской православной церкви, архиепископ Болнисский.

## Биография
По собственному признанию: «семья моя не была верующей. Но кода я учился в девятом-десятом классах, во мне затеплился огонёк веры — вопреки атеистической идеологии, которую тогда всё ещё активно пропагандировали. Я почувствовал, что есть некие духовные, высшие силы, что есть Бог. Помню, когда я в первый раз зашёл в храм, у меня появилось необычное ощущение: как будто я нахожусь в любимом доме, куда так стремится каждый человек. Моя душа сразу этим прониклась. Позже я крестился, начал регулярно посещать богослужения. Вскоре стал пономарём, псаломщиком».
В 1991 году закончил Батумскую 2-ю среднюю школу. В 1991—1996 годах обучался на экономическом факультете Батумского государственного университета.
С 1994 года служил стихарником и чтецом в Батумском соборе.
8 апреля 1996 года принял монашеский постриг с именем Ефрем в честь преподобного Ефрема Сирина. 6 мая того же года епископ Батумский и Схалтский Иов рукоположил его во диакона. В ноябре 1996 года последовал за владыкой Иовом в Урбнисскую епархию.
7 апреля 1997 был рукоположен во священника. В 1997—1998 годах служил в Итрийском Успенском монастыре.
В 1998—2004 годах служил в Карельском Успенском храме. 25 декабря 2000 года католикосом-патриархом Илиёй II был возведён в достоинство игумена.
В 2001—2004 годах также являлся ректором в Карельской церковной гимназии святого Георгия Святогорца.
С 2004 по 2006 год настоятельствовал в Козифском мужском монастыре.
21 декабря 2006 года решением Священного Синода Грузинской Православной Церкви архимандрит Ефрем был избран епископом Болнисским. 31 декабря того же года состоялась его архиерейская хиротония в патриаршем соборе Светицховели.
6 октября 2012 года возведён в сан архиепископа.